# Parmotrema superaguiense
Parmotrema superaguiense är en lavart som beskrevs av Donha & Eliasaro. Parmotrema superaguiense ingår i släktet Parmotrema och familjen Parmeliaceae.   Inga underarter finns listade i Catalogue of Life.